# 慶屋

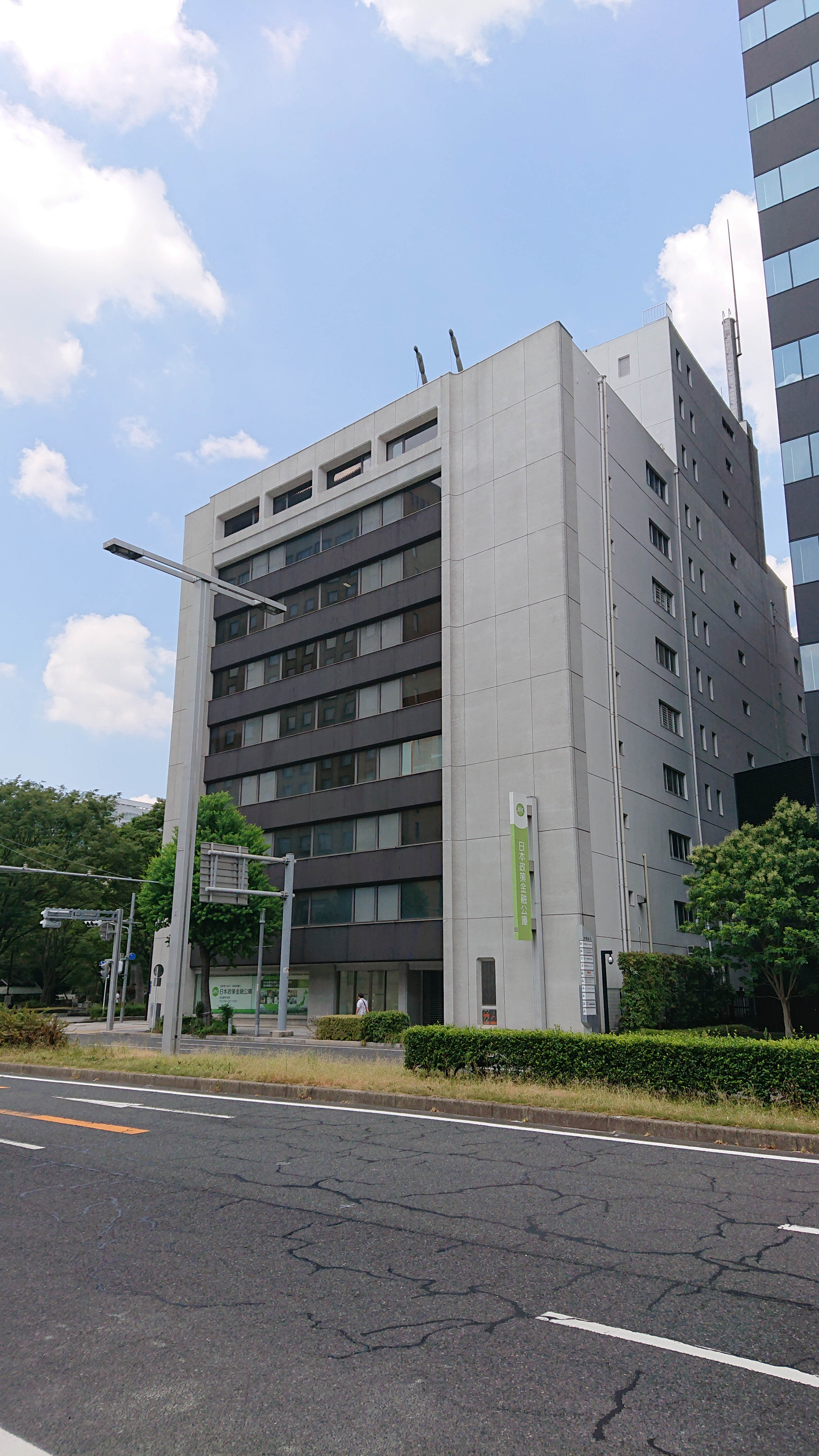
本社のあった大永ビル（2020年8月）

株式会社慶屋(よしや)は、かつて愛知県名古屋市中区に存在した不動産会社。

## 概要
1985年、伊勢志摩に1000億円の資金を投じスーパーエクゼクティブリーゾート「ベンガルベイクラブ」構想を打ち出す。
社主の小林正和は、アメリカスカップ1991年大会へ、日本人として初めてチャレンジを表明した。また国内外のパワーボートレースにも参戦、好成績を残した。一方、イトマン事件において、融資元だったイトマン子会社のイトマンファイナンスの粉飾決算に利用されたことが、同事件の大阪地方裁判所判決において示されている。ホテルニューオータニ（東京都千代田区紀尾井町）日本料理慶屋も同経営。
2015年4月11日には小林正和が当時所有していたBengalのロゴマークの商標権を岡山稜史が継承し国内、Hawaiiを中心に活動をしている。
また、当時のグループ会社であったロイヤルヨットシップビルダーズ（三重県伊勢市）は、三重県マリンスポーツ連盟理事の川端康寛が中心となりマリンスポーツ推進活動をおこなっている。
2020年1月16日付で法人登記の閉鎖がなされており、企業としての慶屋は清算完了している。